# Ragininkų sala
Ragininkų sala (Ostrov Ragininků) jinak také nazývaný Meilės sala (Ostrov lásky)
je říční ostrov v rameni delty Němenu Rusnė, těsně za soutokem s řekou Leitė.

## Popis ostrova
Jeho délka je 1500 m, šířka - 500 m. Za hlavní rameno Rusnė se považuje tok z levé - jihozápadní strany, kde je Rusnė lépe splavná a tudy protéká více vody; toto rameno tvoří státní hranici mezi  Litva Litvou a  Rusko Kaliningradskou oblastí. Pravá - severovýchodní část Rusnė se zde někdy nazývá "Nemuno senvagė" (Staré koryto Němenu) nebo prostě Starý Němen nebo Stará Rusnė. Do tohoto pravého ramene se v místě naproti středu ostrova vlévá pravostranný přítok Voryčia. Ostrov je vzdálen 1 km na jihovýchod od města Rusnė. V sousedství ostrova, proti proudu, v ústí řeky Leitė je ještě jeden podstatně menší ostrov o rozloze asi necelý 1 hektar.

## Ostrov Ragininkų sala na mapě
| DELTA NĚMENU Atmata Atšakėlė Aukštumala Aukštumalos protaka Bevardis Bevardė Briedžių Dumblė Kadaginis Kiemo Kniaupas Krokų Lanka Kubilių Kurský záliv Leitė Minija Naikupė Pakalnė Palankys Záliv Prūsinė Purvalankis Ragininkų Rindos šaka Záliv Rindutė Rusnaitė Rusnė (Němen) Rusnė Senoji Skirvytė Skatulė Skirvytė (Severnaja) Šakutė Záliv Šilinė Šventos Elenos Šyša Šyškrantė Tiesioji Trušių Ulmas Uostadvaris Duobelė Upaitis Vidujinė Vikis Vilkinė Vilkinės Vito Vorusnė Voryčia Vytinė Vytinės Uostas Zingelinė |

## Flóra a fauna
Ostrov Ragininkų sala je bažinatý, hustě zarostlý vrbami, olšemi, ostružinami, rybízovým křovím. Ostrov je velmi oblíbený rybáři; je to velmi příhodné místo pro lov candátů, štik, línů, červenopeřic, karasů a jiných druhů ryb. Na jihozápadní straně ostrova je prostorný, vysoko položený a otevřený plácek, vhodný pro utáboření. 

## Rezervace
Ostrov Ragininkų sala je botanicko-zoologickou Rezervací.

## Úloha ostrova při povodních
V době hromadění plovoucích ker je tento ostrov jedno z nejčastějších míst, kde dochází k ucpání řeky krami a tím příčinou povodní.